# Paragwaj
Paragwaj, Republika Paragwaju (hiszp. Paraguay, República del Paraguay, guar. Paraguái, Paraguái Tavakuairetã) – państwo śródlądowe w Ameryce Południowej, sąsiadujące z Argentyną, Boliwią i Brazylią.

## Geografia

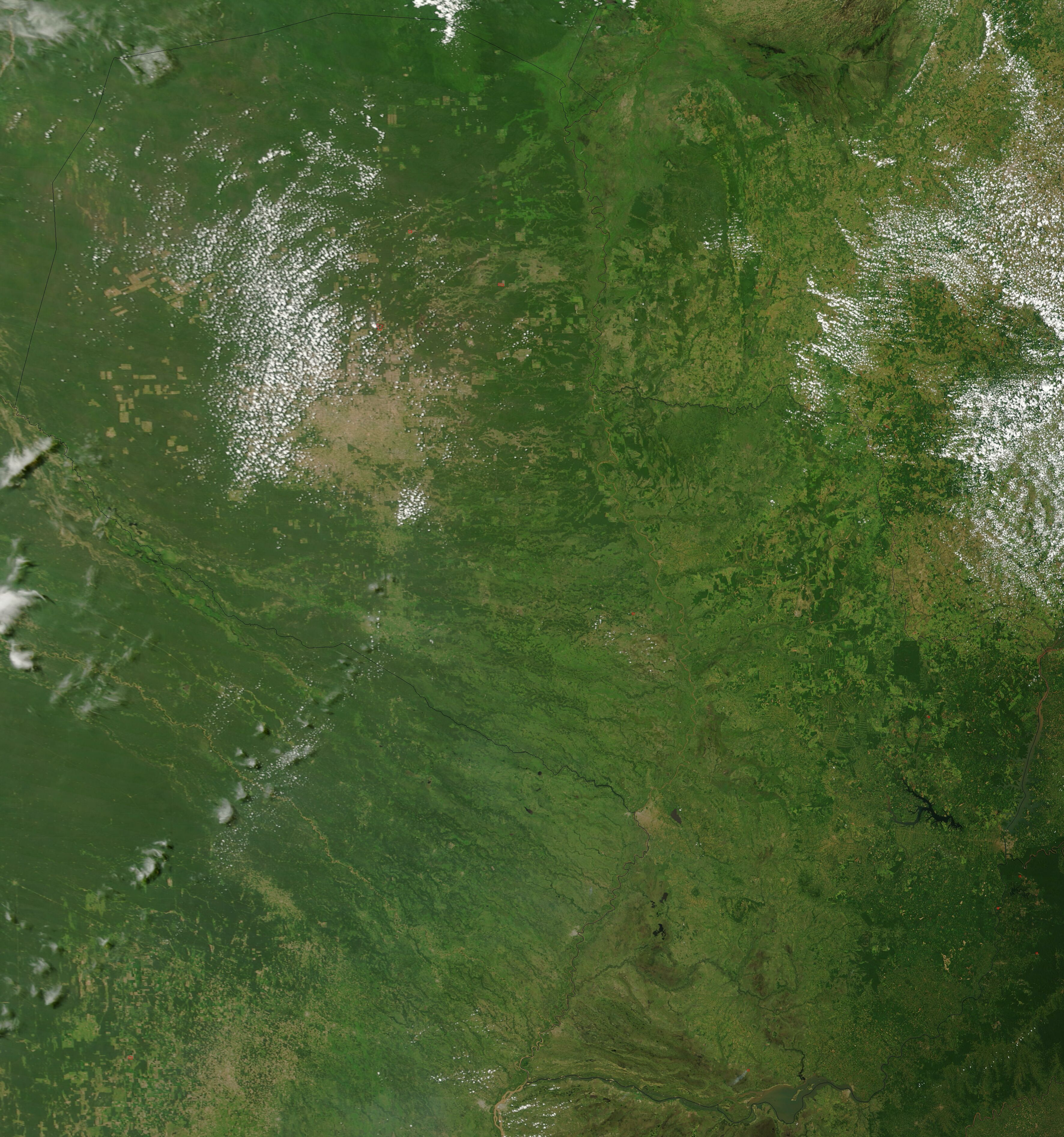
Zdjęcie satelitarne Paragwaju

Najwyżej położony punkt na terytorium Paragwaju to Cerro Peró – 842 m n.p.m.
Paragwaj leży w strefie klimatu zwrotnikowego. Istnieje jednak dość wyraźna różnica między klimatem zachodnich suchych lasów zwanych Chaco a wschodnim Paragwajem. Charakter kontynentalny klimatu rośnie ku zachodowi, a rejon Chaco należy do najgorętszych regionów kontynentu południowoamerykańskiego. Średnia temperatura w Chaco w miesiącach letnich (X-III) waha się tu ok. 20 °C, a miesiącach zimowych (IV-XI) – spada do 19 °C. Zimą napływają tu czasami gorące masy powietrza równikowego, podnosząc temperaturę do 35 °C, noce natomiast są na ogół chłodne i temperatura spada często do 0 °C.
We wschodnim Paragwaju średnie temperatury miesięcy letnich wahają się ok. 27 °C, zimowych – od 15 do 21 °C; niekiedy temperatura spada na kilka godzin do 8 °C, a nocą zdarzają się przymrozki.
W miarę posuwania się ze wschodu na zachód zmniejsza się ilość opadów. Na Wyżynie Parany roczna suma opadów wynosi ok. 2000 mm, w dolinie rzeki Paragwaj – od 1200 do 1400 mm, a w Chaco – od 700 do 1000 mm. W Chaco pora opadów przypada na miesiące letnie, w dolinie rzeki Paragwaj na miesiące zimowe, a we wschodnim Paragwaju deszcze padają w ciągu całego roku.
Główne rzeki: Paragwaj, Parana i Pilcomayo są na długich odcinkach granicami państwowymi. Długość rzeki Paragwaj na terytorium republiki wynosi 1280 km (ogólna długość 2200 km), a Parany 800 km (ogólna długość 4700 km). Pilcomayo (1 800 km) jest jedyną rzeką andyjską, która dopływa do rzeki Paragwaj. W dolnym biegu, w porze suchej, jej głębokość czasami nie przekracza 20 cm, za to w porze deszczowej dochodzi do 9 m. W zachodniej części Chaco występuje wiele źródeł warstwowych, powstałych wskutek zmniejszającej się miąższości warstw wodonośnych. Dają one początek licznym małym rzekom, które poza Rio Verde nie dochodzą jednak do rzeki Paragwaj, lecz giną po drodze w jeziorach i bagnach. Rzeki o takich samych źródłach, lecz położone bliżej rzeki Paragwaj, osiągają jej bieg (np. San Carlos, Rio Confuso).
Mimo że Paragwaj nie ma dostępu do morza, żeglowne rzeki przepływają przez jego terytorium bądź stanowią jego granice. Rzeka Paragwaj dzieli kraj na dwa regiony o odmiennym charakterze (część wschodnią, wyżynną – Paraguay Oriental, zw. Paraneña i zachodnią, równinną – Paraguay Occidental, zw. Chaco), które charakteryzuje niewielki spadek w kierunku zabagnionej doliny rzeki, i które są przez nią odwadniane.

## Historia

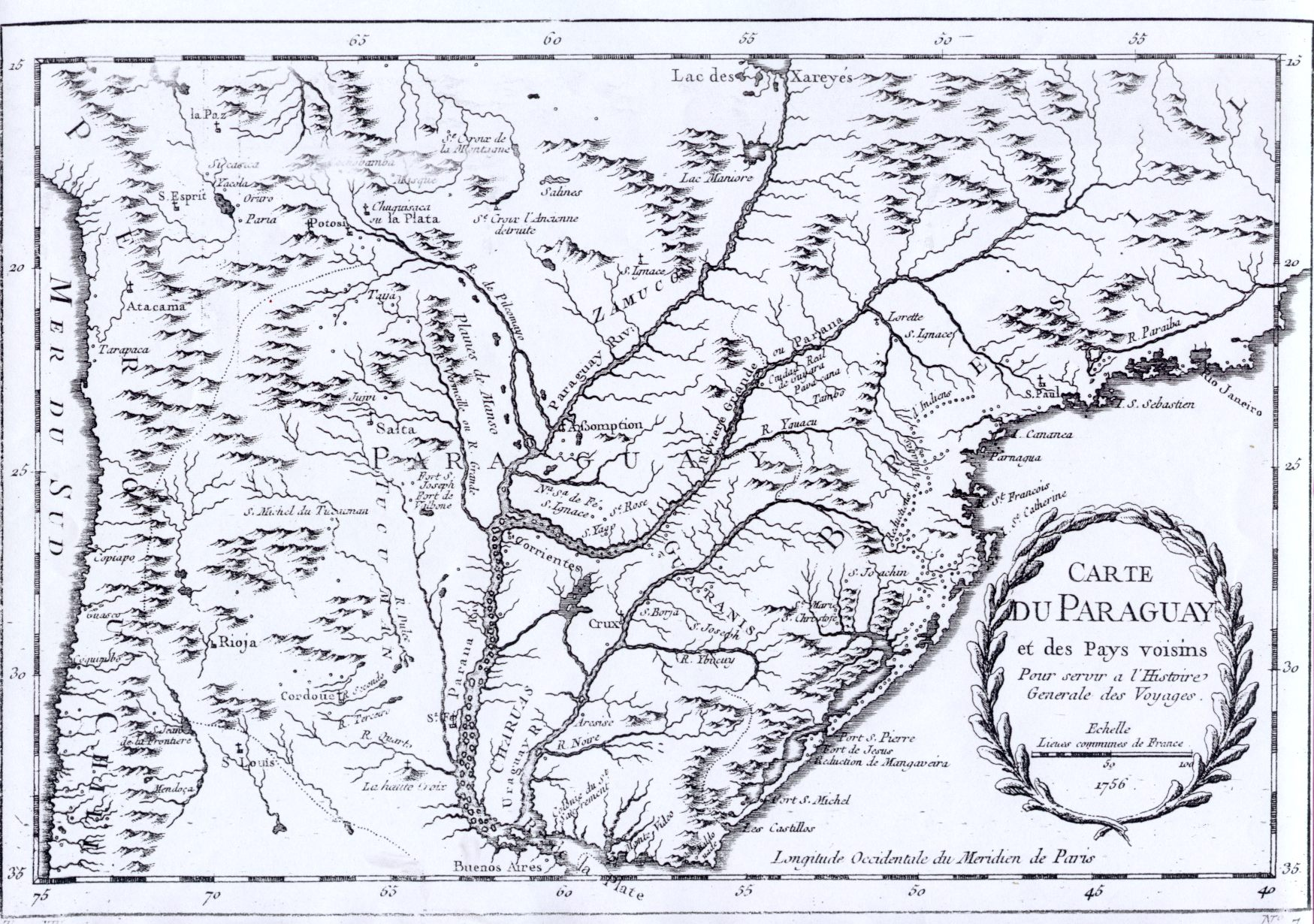
Mapa Paragwaju i okolic z 1756

Pierwsi Europejczycy przybyli w ten rejon w 1524 roku. W 1537 roku Hiszpanie założyli osadę Asunción, która stała się stolicą administracji kolonialnej. W latach 1631–1767 istniała tutaj tzw. republika Guarani, w której władzę sprawowali jezuici. 15 maja 1811 roku, po obaleniu dotychczasowego rządu hiszpańskiego, Paragwaj ogłosił niepodległość. W wyniku katastrofalnej wojny paragwajskiej (1864-1870) z trójprzymierzem Argentyny, Brazylii i Urugwaju, Paragwaj stracił prawie 2/3 mieszkańców (w tym 90% mężczyzn) i znaczną część terytorium. Pomimo tego, że częściowy rozbiór Paragwaju pozbawił go na rzecz Argentyny i Brazylii ok. 25 proc. terytorium, to jednak ostatecznie udało mu się zachować niepodległość. Istnienie okrojonego państwa uratowała Brazylia, odrzucając argentyńską propozycję całkowitego rozbioru sąsiada i okupując zagrożone przez Argentyńczyków paragwajskie terytoria (chroniąc je w istocie przed zakusami Buenos Aires) aż do 1876 r.

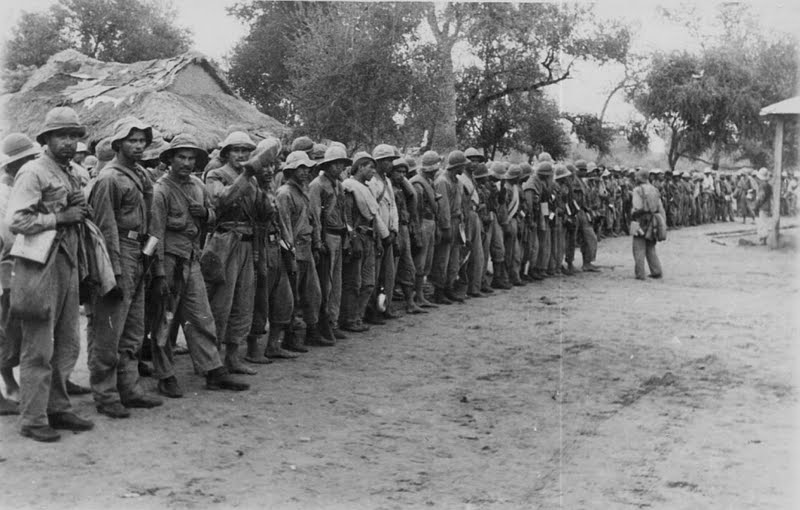
Żołnierze paragwajscy podczas wojny o Chaco

W 1877 roku powstała prawicowa Partia Czerwona, która na wiele lat zdominowała paragwajski system polityczny. W okresie rządów konserwatystów doszło do wyprzedania ziemi państwowej, co rozpoczęło proces powstawania wielkich latyfundiów ziemskich. W 1904 roku rządy prawicy w wyniku zamachu stanu zostały zastąpione przez liberałów. W latach 1932–1935 Paragwaj prowadził z Boliwią tzw. wojnę o Chaco, w wyniku której spodziewano się uzyskać złoża ropy naftowej. Okazało się, że na spornych terytoriach ropy nie ma, niemniej powierzchnia kraju powiększyła się o ok. 150 000 km². W 1936 roku liberałowie obaleni zostali przez ruch febrerystów; jednak partia liberalna powróciła do władzy już rok później. W 1940 roku po wielu latach liberalnych rządów, do władzy powróciła Partia Czerwona. W trakcie II wojny światowej Paragwaj opierał się naciskom aliantów, by ograniczyć wpływy niemieckie; dopiero w lutym 1945 roku wypowiedział wojnę państwom Osi. Koniunktura wojenna (szczególnie zapotrzebowanie na produkty rolne, będące towarem eksportowym Paragwaju) poprawiła sytuację gospodarczą państwa, na czym skorzystała armia wzmacniając swoją pozycję. W 1947 wybuchła wojna domowa (marzec–sierpień). Na destabilizacji państwa ponownie skorzystało wojsko, które w 1954 roku przeprowadziło pucz.
W wyniku zamachu stanu lat 50. władzę objął Alfredo Stroessner. Stroessner podporządkował sobie i rozbudował Partię Czerwoną, która wraz z wojskiem, stała się głównym filarem jego rządów. Członkowie proreżimowej partii cieszyli się ułatwionym dostępem do miejsc pracy i opieki zdrowotnej. Dyktator rządził zmieniając konstytucję tak, by mógł uczestniczyć w kolejnych wyborach i utrzymując stale stan wyjątkowy. Pod pozorami demokracji brutalnie zwalczał opozycję w kraju i za granicą. Służby bezpieczeństwa stosowały tortury (m.in. rażenie prądem, wbijanie szpilek w paznokcie ofiar), a ofiarami zbrodni padali nawet senatorowie. Pod jego rządami kraj stał się bezpieczną przystanią dla obalonych dyktatorów i nazistowskich zbrodniarzy (m.in. Josef Mengele). Od drugiej połowy lat 50. reżim Stroessnera był zwalczany przez antyrządową partyzantkę, a od lat 60. także przez Kościół katolicki. W polityce gospodarczej rząd udzielił gwarancji (udogodnień) obcym inwestycjom, a dzięki bliskim relacjom z USA uzyskał pomoc gospodarczą i kredyty międzynarodowych organizacji finansowych. Na bogaceniu się kraju, wbrew propagandzie Stroessnera, korzystali niemal wyłącznie posiadacze ziemscy i najbogatsi biznesmeni. Rząd w pewnej mierze utrzymywał się z przemytu i handlu narkotykami oraz nielegalną bronią. W 1963 roku Stroessner przeprowadził reformę rolną (podział ziemi państwowej bez naruszania latyfundiów). W 1983 roku został wybrany na 7. kadencję. Obalono go 3 lutego 1989 roku w wyniku wojskowego zamachu stanu Andrésa Rodrígueza.
Rodríguez, choć w okresie junty wojskowej był „człowiekiem numer dwa” w rządzie oraz osobą odpowiedzialną za udział w handlu narkotykami, doprowadził w trakcie swoich rządów do znaczącej demokratyzacji kraju. Nowy prezydent zezwolił na wolność prasy, zniósł zakaz tworzenia partii i część represyjnych przepisów, zatwierdził prawa człowieka ustanowione przez ONZ i OPA oraz nakazał uwolnić więźniów politycznych. W następnych wyborach zwyciężył konserwatywny Juan Carlos Wasmosy Monti. W czasie jego rządów dochodziło do licznych afer korupcyjnych, udziału wysokiej rangi urzędników i wojskowych w przemycie narkotyków, praniu brudnych pieniędzy i konfliktu z głównodowodzącym siłami zbrojnymi generałem Lino Oviedo, który w 1996 roku dokonał nieudanej próby zamachu stanu. W 1998 roku został kandydatem na prezydenta jako przedstawiciel Partii Czerwonej, jednak tuż przed wyborami sąd wojskowy skazał go na 10 lat więzienia. Zwyciężył inny przedstawiciel colorados – Raúl Cubas Grau. Trzy dni po objęciu rządów w sierpniu 1998 roku uwolnił Oviedo. 23 marca zamordowano politycznego oponenta, jakim był Luís María Argaña. W stolicy Paragwaju rozpoczęły się zamieszki, zwolennicy Oviedo otworzyli ogień do uczestników, którzy uważali generała za zamieszanego w morderstwo; zginęło 8 osób. Prezydent ustąpił i wyjechał do Brazylii, zaś Oviedo do Argentyny.
We wrześniu 2002 roku Transparency International uznała Paragwaj za najbardziej skorumpowany kraj Ameryki Łacińskiej i 3. na świecie. W kolejnych wyborach, 27 kwietnia 2003 roku, wybrany został Nicanor Duarte z Partii Czerwonej; w trakcie swoich rządów Duarte usunął z Sądu Najwyższego sześciu sędziów oskarżonych o korupcję. W czerwcu 2004 roku Oviedo wrócił z Brazylii i został skazany za wykroczenia z 1996 roku (zwolniono go warunkowo w 2007 roku). W 2005 roku rozpoczęła się zbrojna rebelia partyzanckiej Ludowej Armii Paragwaju stworzonej na bazie lewicowej Partii Wyzwolenia Ojczyzny. Walki z partyzantami toczą się do tej pory. Wybory przeprowadzone 20 kwietnia 2008 roku dały zwycięstwo byłemu biskupowi Fernando Lugo z centrolewicowej partii Alianza Patriótica para el Cambio, kończąc 62-letnie rządy Partii Czerwonej. W 2009 roku okazało się, iż Lugo dochował się syna, podczas gdy był jeszcze biskupem. Zarzekł się, że dokończy swoją 5-letnią kadencję. Cztery lata później, 22 czerwca 2012 roku po procesie impeachmentu parlament usunął z urzędu Fernando Lugo. Zastąpił go dotychczasowy wiceprezydent Federico Franco. W przyspieszonych wyborach prezydenckich 21 kwietnia 2013 roku zwyciężył kandydat Partii Colorado Horacio Cartes.

## Ustrój polityczny

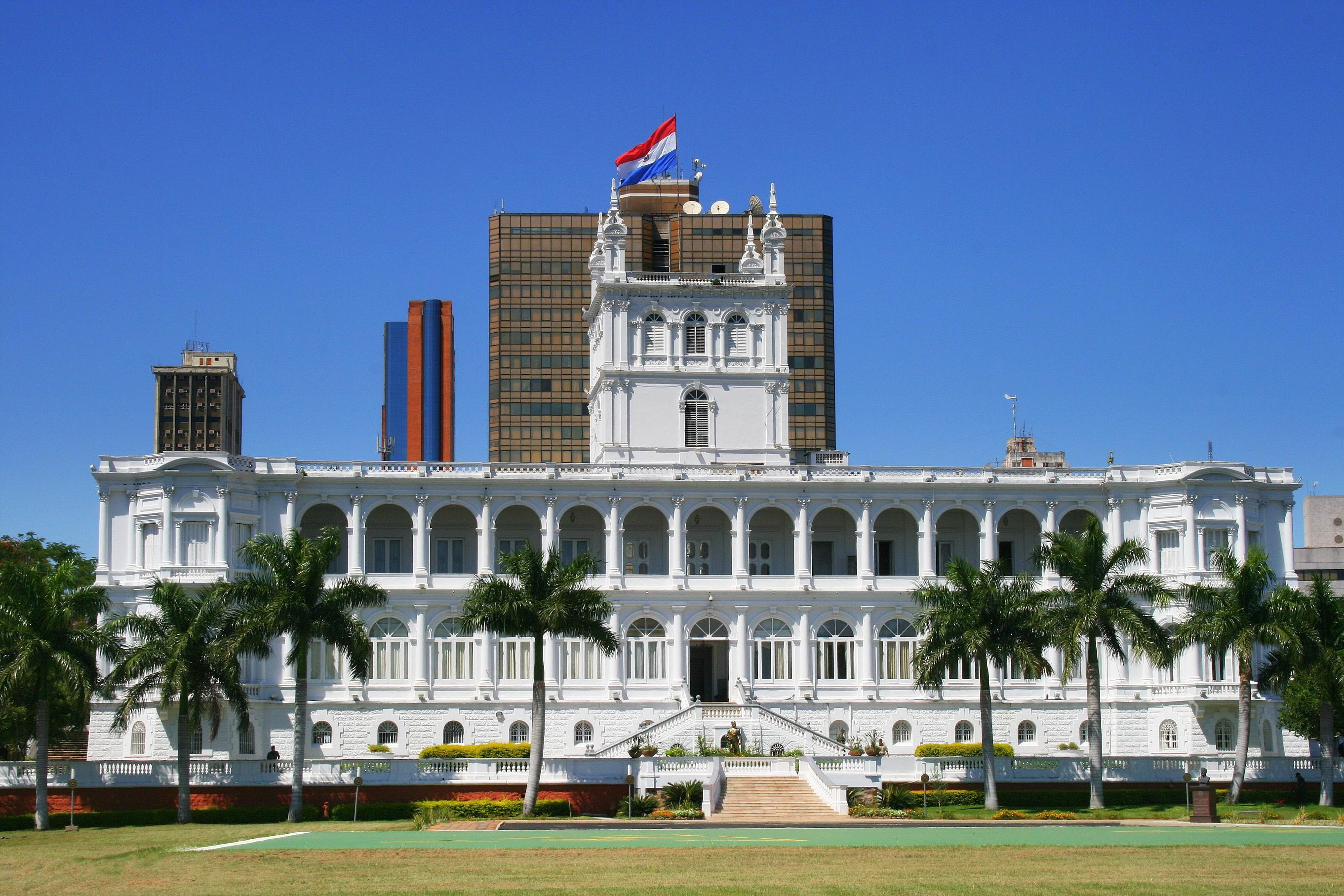
Palacio de los López w Asunción – rezydencja prezydenta Paragwaju

Prezydent i wiceprezydent są wybierani w wyborach powszechnych na okres pięciu lat. Prezydent mianuje rząd i funkcjonuje jako głowa państwa i szef rządu.
W wyborach prezydenckich, które odbyły się 20 kwietnia 2008 roku, wygrał, zdobywając 41% głosów lewicowy kandydat, były biskup katolicki Fernando Lugo. Wyprzedził on kandydatkę rządzącej Partii Colorado Blancę Ovelar (31% głosów) oraz generała Lino Oviedo (22%).
Cztery lata później, 22 czerwca 2012 roku po procesie impeachmentu parlament usunął z urzędu prezydenta Fernando Lugo. Zastąpił go dotychczasowy wiceprezydent Federico Franco. W przyspieszonych wyborach prezydenckich 21 kwietnia 2013 roku zwyciężył kandydat Partii Colorado Horacio Cartes.
Dwuizbowy Kongres składa się z 80-osobowej Izby Deputowanych i 45-osobowego Senatu, wybieranych na okres pięciu lat.
Najwyższą władzę sądowniczą w Paragwaju sprawuje Sąd Najwyższy, którego dziewięcioro członków wybierają Senat i prezydent.
15 sierpnia 2018 roku  został wybrany nowy prezydent Mario Abdo Benítez  z ramienia parti Colorado

### Podział administracyjny
Paragwaj dzieli się na 17 departamentów i jeden dystrykt stołeczny (*)
- Górny Paragwaj (Alto Paraguay)
- Górna Parana (Alto Paraná)
- Amambay
- Asunción*
- Boquerón
- Caaguazú
- Caazapá
- Canindeyú
- Central
- Concepción
- Cordillera
- Guairá
- Itapúa
- Misiones
- Ñeembucú
- Paraguarí
- Presidente Hayes
- San Pedro

## Społeczeństwo

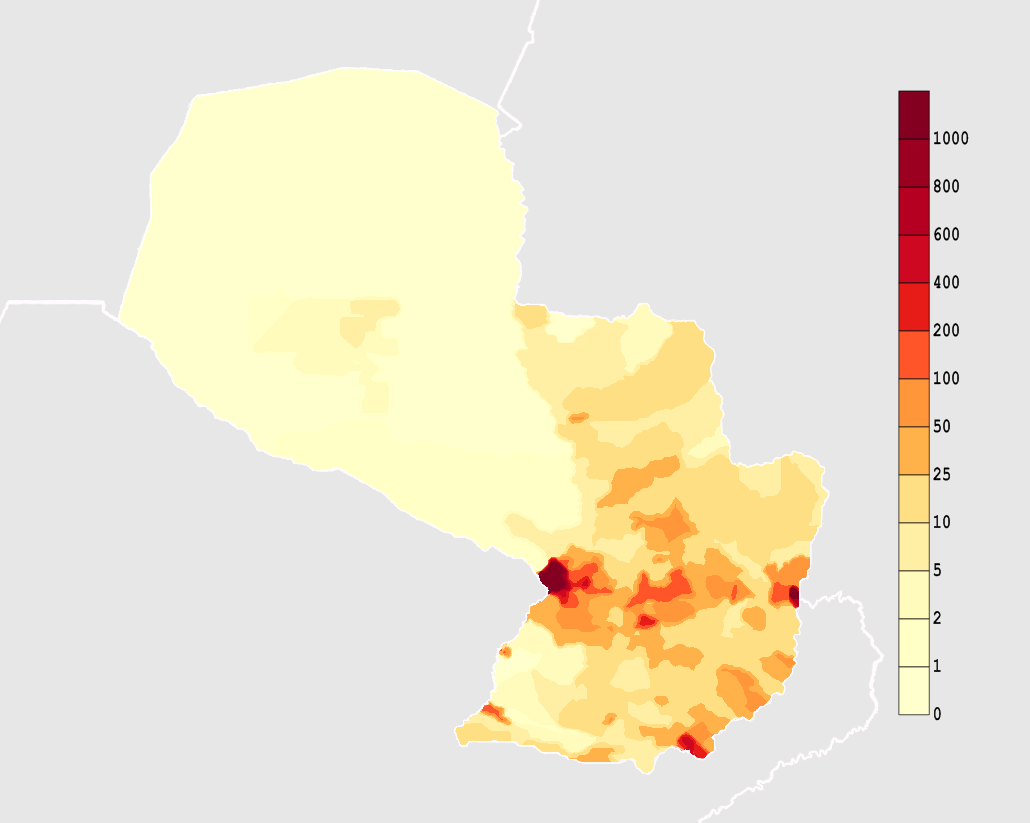
Mapa gęstości zaludnienia

Większość Paragwajczyków ma indiańskich przodków. Metysi, czyli potomkowie Indian i białych stanowią tu 95% populacji, Indianie 3%, resztę natomiast stanowią biali. Na równinie Chaco zamieszkuje też  mniejszość niemiecka. Obok będącego językiem urzędowym hiszpańskiego, powszechnie używa się języka guarani, który jest drugim językiem urzędowym.

### Religia
- katolicy – 86%,  Osobny artykuł: Podział administracyjny Kościoła katolickiego w Paragwaju.
- protestanci – 8% (głównie: zielonoświątkowcy – 4%),

- brak religii – 3%,
- tradycyjne religie plemienne – 1,7%,
- mormoni – 1,4%,
- świadkowie Jehowy – 0,16%.  Osobny artykuł: Świadkowie Jehowy w Paragwaju.

Źródło: Prolades, 2010; LDS, 2019; jw.org, 2020.

## Gospodarka
Paragwaj jest słabo rozwiniętym krajem rolniczym. Podstawę gospodarki stanowi chów bydła domowego. Coraz większego znaczenia nabiera uprawa bawełny, trzciny cukrowej i soi. Na północnym wschodzie uprawia się ostrokrzew paragwajski z którego otrzymuje się napój narodowy – yerba mate. W lasach Gran Chaco i w dolinie rzeki Paragwaj prowadzi się wyrąb cennych gatunków drzew, m.in. kebraczo. Brak jest bogactw mineralnych i surowców energetycznych. Dzięki ogromnemu potencjałowi hydroenergetycznemu Paragwaj stał się głównym eksporterem energii elektrycznej w Ameryce Południowej. Dobrze rozwinięty jest transport wodny i drogowy.
Banknoty Paragwaju produkowane są przez Polską Wytwórnię Papierów Wartościowych.

### Emisja gazów cieplarnianych
Łączna emisja równoważnika dwutlenku węgla z Paragwaju wyniosła w 1990 roku 20,997 Mt, z czego jedynie 2,263 Mt stanowił dwutlenek węgla. W przeliczeniu na mieszkańca emisja wyniosła wówczas 0,537 t dwutlenku węgla, a w przeliczeniu na 1 dolar PKB 68 kg. Po roku 1990 emisja wszystkich trzech głównych gazów cieplarnianych, czyli dwutlenku węgla, metanu i podtlenku azotu rosła, choć na przełomie wieków wahała się. W 2018 roku emisja dwutlenku węgla pochodzenia kopalnego wyniosła 6,350 Mt, a w przeliczeniu na mieszkańca 0,956 t i w przeliczeniu na 1 dolar PKB 56 kg. Za emisję dwutlenku węgla odpowiedzialny jest niemal wyłącznie transport. Przez cały czas wśród emitowanych gazów cieplarnianych przeważającą większość stanowił metan. Emisje podtlenku azotu zajmują drugie miejsce, a dwutlenek węgla dopiero następne.

## Siły zbrojne
Paragwaj dysponuje trzema rodzajami sił zbrojnych: wojskami lądowymi, marynarką wojenną oraz siłami powietrznymi. Uzbrojenie sił lądowych Paragwaju składało się w 2014 roku m.in. z: 15 czołgów, 63 opancerzonych pojazdów bojowych oraz 50 zestawów artylerii holowanej. Marynarka wojenna Paragwaju dysponowała w 2014 roku 26 okrętami obrony przybrzeża. Paragwajskie siły powietrzne z kolei posiadały w 2014 roku uzbrojenie w postaci m.in. 19 samolotów transportowych oraz 13 śmigłowców.
Wojska paragwajskie w 2014 roku liczyły 10,7 tys. żołnierzy zawodowych oraz 165 tys. rezerwistów. Według rankingu Global Firepower (2014) paragwajskie siły zbrojne stanowią 89. siłę militarną na świecie, z rocznym budżetem na cele obronne w wysokości 145 mln dolarów (USD).